# Банкова карта
1. Лого на банката издател
2. Електронен чип
3. Холограма
4. Номер на картата
5. Лого на бранда на картата
6. Дата на валидност
7. Име на картодържателя

Банкова карта е карта, която картодържателят може да използва, а търговецът да приема за плащане на покупка, услуга или погасяване на дълг.
На пазара са разпространени различни типове карти, но те притежават няколко общи признака. Изработени са от пластмаса с размери 85,60 × 53,98 mm според стандарта ISO/IEC 7810 ID-1. Върху тях са гравирани обикновено името на картодържателя и банков номер според стандарта ISO/IEC 7812.

## История
Концепцията за плащане с карта е разработена още в утопичния роман „Поглед назад: 2000 – 1887 г.“ от Едуард Белами, излязъл през 1888 г.. Първите истински кредитни карти се зараждат през 20 век благодарение на автомобила. За да улеснят шофьорите при покупка на бензин, масло, поправки (които тогава са били чести) и да си осигурят лоялността на клиента петролните компании започват да издават свои карти, с които могат да се платят всички продукти на компанията в съответния магазин. Следват ги големите универсални магазини. Първата разплащателна карта в модерния смисъл на думата е издадена през 1950 г. от Дайнърс Клъб с цел заплащане на разходите в престижни ресторанти и представлява правоъгълно картонче, от едната страна с името на притежателя, а от другата -списък на заведенията, участващи в програмата.
През 1958 – 59 г. компанията Американ Експрес, която вече си е извоювала име с издаване на пътнически чекове, издава първите си разплащателни карти от пластмаса, предназначени за пътуващи бизнесмени. Банките започват да осъзнават конкуренцията на тези нови небанкови институции и Банк ъф Америка през 1958 издава „Банкамерикард“ – първата разновидност на карта, свързана с банка, която бързо става най-популярната в САЩ. Скоро и други по-малки банки се присъединяват към нейната система. През 1977 г. името на картата е променено на по-краткото „Виза“. Към средата на 90-те години „Виза“ вече е най-широко разпространената кредитна система в цял свят, с над 400 милиона карти, валидни в 12 милиона обекта.
Банковите карти предлагат един много по-ефективен начин на пренасяне на пари; по същество те са значително подобрена версия на пощенския дилижанс от миналото, при която конете са заменени от компютри и телефонни линии.

## Видове
Банковата карта е свързана с банкова сметка, принадлежаща на картодържателя и така улеснява ползването на средствата по сметката. Тя може да е от най-различен вид, според банковия продукт. Например най-популярни са следните банкови карти:

### Кредитна
При тази карта издателят (финансовата институция) е създал предварително кредитна линия за клиента си картодържател, от която той може да тегли (т.е. да заема), за да извърши плащане в търговски обект или да получи пари в брой (на английски: cash advance).

### Дебитна
При дебитната карта средствата се изтеглят директно от банковата сметка на картодържателя или, ако самата карта позволява предварително зареждане със средства, директно от картата до изчерпване на средствата.
Използването на дебитни карти е широко разпространено и измества в исторически план ползването на чекове. С тях може да се изтеглят пари в брой от банкомат, а някои търговци предлагат и услугата „теглене на пари в брой“ при плащане на техните каси (на английски: cashback/cashout).

## Технологии

### Магнитна карта
През 70-те и 80-те години на 20 век банковите карти се изработват с магнитна лента, която съдържа информация, но не може тя самата да обработва информация.
Картите с магнитна лента биват с висока (HiCo) и ниска (LoCo) коерцитивност. Банките използват HiCo карти с магнитни ленти с ползваемост обикновено до 2 години (подходящи са за употреба и до 3 години, което ги прави достатъчно сигурни и надеждни за употреба за 2 години).
Картите имат  черна магнитна лента залепена на тях. Те са кодирани със силно магнитно поле (2750 Oersted). Това прави HiCo магнитните карти по-трайни, защото данните са с високо ниво на защита срещу неволно изтриване  когато са изложени на външно магнитно поле.
Магнитната лента е широка половин инч т.е 12.7 мм и е разделена на три трака с информация и полета между тях, кодирането е със самосинхронизиращ  манчестър код.

### Смарт карта
Технологическото усъвършенстване на магнитните карти е смарт картата с памет и чип, който може да обработва информация. В началото на 90-те години няколко международни компании за разплащания (MasterCard, Visa и Europay) се споразумяват да разработят спецификации за смарт карти с цел използването им като дебитни и кредитни карти.

### Безконтактно плащане
Радиочестотната идентификация (на английски: Radio-Frequency IDentification, RFID) е технология, която позволява плащанията с карта да се осъществяват безконтактно. Към устройство за ПОС терминал се добавя RFID четец, който позволява плащането да стане само с докосване на банковата карта до устройството, вместо съответната банкова карта да се въвежда в предвидения процеп и да се изисква въвеждане на ПИН. Наличието на тази възможност се означава върху банковите карти със символ payWave. Между българските банки е постигнато общо съгласие за горна граница от 50 лв. за такива плащания, а някои банки изискват и по-ниски прагове, като например 25 лв. До размера на този праг плащането може да стане безконтактно без въвеждане на ПИН.

## В България
В България плащания с банкови дебитни карти стартират едва в началото на 1994. Те се обслужват от
Борика и до края на 1996 г. не получават съществено развитие: в страната действат само 70 банкомата и 28 ПОС терминални устройства за плащания в търговски обекти (от тях повечето в София). Едва през септември 1996 г. след внедряване на съвременна технология става възможно да се обслужват международни банкови карти